# Satellite Award de la meilleure réalisation

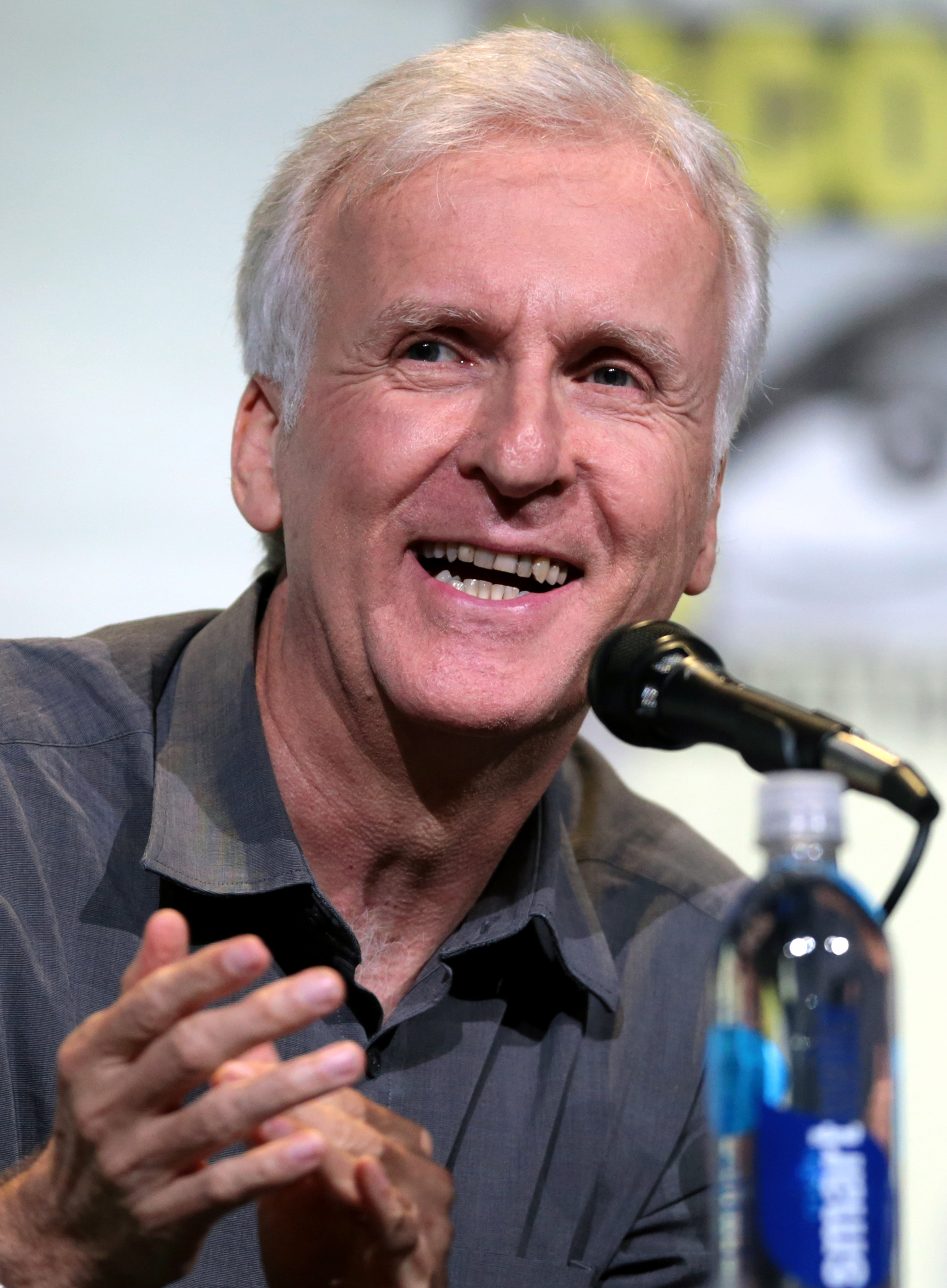
Lauréat 2022 : James Cameron

Le Satellite Award de la meilleure réalisation (Satellite Award for Best Director) est une distinction cinématographique américaine décernée depuis 1997 par l'International Press Academy, récompensant les meilleures réalisations de l'année.

## Palmarès
Note : les gagnants sont indiqués en gras.
Le symbole ♕ rappelle le gagnant et ♙ une nomination à l'Oscar de la meilleure réalisation.

### Années 1990
- 1997 : Joel et Ethan Coen pour Fargo ♙
  - Scott Hicks pour Shine ♙
  - Mike Leigh pour Secrets et Mensonges (Secrets and Lies) ♙
  - Anthony Minghella pour Le Patient anglais (The English Patient) ♕
  - Lars von Trier pour Breaking the Waves
- 1998 : James Cameron pour Titanic ♕
  - Paul Thomas Anderson pour Boogie Nights
  - Curtis Hanson pour L.A. Confidential ♙
  - Steven Spielberg pour Amistad
  - Gus Van Sant pour Will Hunting (Good Will Hunting) ♙
- 1999 : Terrence Malick pour La Ligne rouge (The Thin Red Line) ♙
  - John Boorman pour Le Général (The General)
  - Shekhar Kapur pour Elizabeth
  - Gary Ross pour Pleasantville
  - Steven Spielberg pour Il faut sauver le soldat Ryan (Saving Private Ryan) ♕

### Années 2000
- 2000 : Michael Mann pour Révélations (The Insider) ♙
  - Paul Thomas Anderson pour Magnolia
  - Scott Hicks pour La neige tombait sur les cèdres (Snow falling on cedars)
  - Sam Mendes pour American Beauty ♕
  - Anthony Minghella pour Le Talentueux Mr Ripley (The Talented Mr. Ripley)
  - Kimberly Peirce pour Boys Don't Cry
- 2001 : Steven Soderbergh pour Traffic ♕
  - Cameron Crowe pour Presque célèbre (Almost Famous)
  - Philip Kaufman pour Quills, la plume et le sang (Quills)
  - Ang Lee pour Tigre et Dragon (卧虎藏龙) ♙
  - Ridley Scott pour Gladiator ♙
  - Steven Soderbergh pour Erin Brockovich, seule contre tous (Erin Brockovich) ♙
- 2002 : Baz Luhrmann pour Moulin Rouge (Moulin Rouge!)
  - Jonathan Glazer pour Sexy Beast
  - Scott McGehee et David Siegel pour Bleu profond (The Deep End)
  - John Cameron Mitchell pour Hedwig and the Angry Inch
  - Christopher Nolan pour Memento
- 2003 : Todd Haynes pour Loin du paradis (Far from Heaven)
  - Pedro Almodóvar pour Parle avec elle (Hable con ella) ♙
  - Stephen Daldry pour The Hours ♙
  - Peter Jackson pour Le Seigneur des anneaux : Les Deux Tours (The Lord of the Rings: The Two Towers)
  - Phillip Noyce pour Un Américain bien tranquille (The Quiet American)
  - Denzel Washington pour Antwone Fisher
- 2004 : Jim Sheridan pour In America
  - Niki Caro pour Paï (Whale Rider)
  - Sofia Coppola pour Lost in Translation ♙
  - Clint Eastwood pour Mystic River ♙
  - Catherine Hardwicke pour Thirteen
  - Robert Pulcini et Shari Springer Berman pour American Splendor
- 2005 (janvier) : Mel Gibson pour La Passion du Christ (The Passion of the Christ)
  - Bill Condon pour Dr Kinsey (Kinsey)
  - Taylor Hackford pour Ray ♙
  - Joshua Marston pour Maria, pleine de grâce (María, llena eres de gracia)
  - Alexander Payne pour Sideways ♙
  - Martin Scorsese pour Aviator (The Aviator) ♙
- 2005 (décembre) : Ang Lee pour Le Secret de Brokeback Mountain (Brokeback Mountain) ♕
  - George Clooney pour Good Night and Good Luck ♙
  - Chris Columbus pour Rent
  - James Mangold pour Walk the Line
  - Rob Marshall pour Mémoires d'une geisha (Memoirs of a Geisha)
  - Bennett Miller pour Truman Capote (Capote) ♙
- 2006 :  (ex æquo)
  - Bill Condon pour Dreamgirls
  - Clint Eastwood pour Mémoires de nos pères (Flags of Our Fathers)
    - Pedro Almodóvar pour Volver
    - Stephen Frears pour The Queen ♙
    - Alejandro González Iñárritu pour Babel ♙
    - Martin Scorsese pour Les Infiltrés (The Departed) ♕
- 2007[1] : Joel et Ethan Coen pour No Country for Old Men ♕
  - David Cronenberg pour Les Promesses de l'ombre (Eastern Promises)
  - Olivier Dahan pour La Môme
  - Ang Lee pour Lust, Caution (色 戒)
  - Sidney Lumet pour 7 h 58 ce samedi-là (Before the Devil Knows You're Dead)
  - Sarah Polley pour Loin d'elle (Far from her)
- 2008[2] : Danny Boyle pour Slumdog Millionaire ♕
  - Stephen Daldry pour The Reader ♙
  - Ron Howard pour Frost/Nixon ♙
  - Thomas McCarthy pour The Visitor
  - Christopher Nolan pour The Dark Knight : Le Chevalier noir (The Dark Knight)
  - Gus Van Sant pour Harvey Milk (Milk) ♙
- 2009[3] : Kathryn Bigelow pour Démineurs (The Hurt Locker) ♕
  - Neill Blomkamp pour District 9
  - Jane Campion pour Bright Star
  - Lee Daniels pour Precious (Precious: Based on the Novel "Push" by Sapphire) ♙
  - Rob Marshall pour Nine
  - Lone Scherfig pour Une éducation (An Education)

### Années 2010
- 2010[4] : David Fincher pour The Social Network ♙
  - Ben Affleck pour The Town
  - Darren Aronofsky pour Black Swan ♙
  - Danny Boyle pour 127 heures (127 Hours)
  - Lisa Cholodenko pour Tout va bien, The Kids Are All Right (The Kids Are All Right)
  - Tom Hooper pour Le Discours d'un roi (The King's Speech) ♕
  - David Michod pour Animal Kingdom
  - Christopher Nolan pour Inception
  - Roman Polanski pour The Ghost Writer
  - Debra Granik pour Winter's Bone
- 2011[5] : Nicolas Winding Refn pour Drive
  - Tomas Alfredson pour La Taupe (Tinker, Tailor, Soldier, Spy)
  - Woody Allen pour Minuit à Paris (Midnight in Paris)
  - Michel Hazanavicius pour The Artist
  - John Michael McDonagh pour L'Irlandais (The Guard)
  - Steve McQueen pour Shame
  - Alexander Payne pour The Descendants
  - Martin Scorsese pour Hugo Cabret (Hugo)
  - Steven Spielberg pour Cheval de guerre (War Horse)
  - Tate Taylor pour La Couleur des sentiments (The Help)
- 2012[6] : David O. Russell pour Happiness Therapy (Silver Linings Playbook)
  - Ben Affleck pour Argo
  - Kathryn Bigelow pour Zero Dark Thirty
  - Kim Ki-duk pour Pieta
  - Ben Lewin pour The Sessions
  - Steven Spielberg pour Lincoln
- 2014 : Steve McQueen pour Twelve Years a Slave
  - Woody Allen pour Blue Jasmine
  - Joel et Ethan Coen pour Inside Llewyn Davis
  - Alfonso Cuarón pour Gravity
  - Paul Greengrass pour Capitaine Phillips (Captain Phillips)
  - Ron Howard pour Rush
  - David O. Russell pour American Bluff (American Hustle)
  - Martin Scorsese pour Le Loup de Wall Street (The Wolf of Wall Street)
- 2015 : Richard Linklater pour Boyhood
  - Damien Chazelle pour Whiplash
  - Ava DuVernay pour Selma
  - David Fincher pour Gone Girl
  - Alejandro González Iñárritu pour Birdman
  - Morten Tyldum pour Imitation Game (The Imitation Game)
- 2016 : Tom McCarthy pour Spotlight
  - Lenny Abrahamson pour Room
  - Tom Hooper pour Danish Girl
  - Alejandro González Iñárritu pour The Revenant
  - Ridley Scott pour Seul sur Mars (The Martian)
  - Steven Spielberg pour Le Pont des espions (Bridge of Spies)
- 2017 : Kenneth Lonergan pour Manchester by the Sea
  - Damien Chazelle pour La La Land
  - Tom Ford pour Nocturnal Animals
  - Mel Gibson pour Tu ne tueras point (Hacksaw Ridge)
  - Barry Jenkins pour Moonlight
  - Pablo Larraín pour Jackie
  - Denzel Washington pour Fences
- 2018 : Jordan Peele pour Get Out
  - Sean Baker pour The Florida Project
  - Guillermo del Toro pour La Forme de l'eau (The Shape of Water)
  - Greta Gerwig pour Lady Bird
  - Christopher Nolan pour Dunkerque (Dunkirk)
  - Dee Rees pour Mudbound
- 2019 : Alfonso Cuarón pour Roma
  - Bradley Cooper pour A Star Is Born
  - Peter Farrelly pour Green Book : Sur les routes du Sud (Green Book)
  - Barry Jenkins pour Si Beale Street pouvait parler (If Beale Street Could Talk)
  - Yórgos Lánthimos pour La Favorite (The Favourite)
  - Spike Lee pour BlacKkKlansman : J'ai infiltré le Ku Klux Klan (BlacKkKlansman)

### Années 2020
- 2020 : James Mangold pour Le Mans 66
  - Pedro Almodóvar pour Douleur et Gloire (Dolor y gloria)
  - Noah Baumbach pour Marriage Story
  - Bong Joon-ho pour Parasite (hangeul : 기생충 ; RR : Gisaengchung)
  - Sam Mendes pour 1917
  - Quentin Tarantino pour Once Upon a Time… in Hollywood
- 2021 : Chloé Zhao pour Nomadland
  - Lee Isaac Chung pour Minari
  - David Fincher pour Mank
  - Darius Marder pour Sound of Metal
  - Aaron Sorkin pour Les Sept de Chicago (The Trial of the Chicago 7)
  - Florian Zeller pour The Father
- 2022 : Jane Campion pour The Power of the Dog
  - Paul Thomas Anderson pour Licorice Pizza
  - Kenneth Branagh pour Dune
  - Reinaldo Marcus Green pour La Méthode Williams (King Richard)
  - Lin-Manuel Miranda pour Tick, Tick... Boom!
  - Denis Villeneuve pour Dune

- 2023 : James Cameron pour Avatar : La Voie de l'eau
  - Joseph Kosinski pour Top Gun: Maverick
  - Baz Luhrmann pour Elvis
  - Martin McDonagh pour Les Banshees d'Inisherin
  - Sarah Polley pour Women Talking
  - Steven Spielberg pour The Fabelmans

- 2024 : Christopher Nolan – Oppenheimer
  - Greta Gerwig – Barbie
  - Jonathan Glazer – La Zone d'intérêt (The Zone of Interest)
  - Yorgos Lanthimos – Pauvres Créatures (Poor Things)
  - Alexander Payne – Winter Break (The Holdovers)
  - Martin Scorsese – Killers of the Flower Moon

- 2025 : Brady Corbet – The Brutalist
  - Sean Baker – Anora
  - Edward Berger – Conclave
  - Greg Kwedar – Sing Sing
  - RaMell Ross – Nickel Boys
  - Denis Villeneuve – Dune, deuxième partie (Dune: Part Two)